# Psie serce
Psie serce (ros. Собачье сердце) – opowiadanie Michaiła Bułhakowa, opublikowane po raz pierwszy w ZSRR w 1987 roku. Początkowo utwór miał znaleźć się w tomie Diaboliada, wydanym w 1925 roku, jednak włączeniu opowiadania do zbioru sprzeciwił się przewodniczący moskiewskiej rady miejskiej, Lew Kamieniew.

## Fabuła
Bohaterem opowiadania jest profesor Preobrażeński, który przeszczepia psu Szarikowi ludzką przysadkę mózgową i jądra. Zwierzę zmienia się w człowieka, ale tym samym zyskuje najgorsze ludzkie przywary. Utwór w sposób zawoalowany podejmuje krytykę rewolucji proletariackiej.

## Ekranizacje
Opowiadanie zostało zekranizowane przez reżysera włoskiego Alberta Lattuadę w 1976 roku pt. Cuore di cane oraz w 1988 roku przez Władimira Bortkę.

## Adaptacja sceniczna
Opowiadanie doczekało się w 2017 roku adaptacji scenicznej pod tytułem Psie serce Teatrze Miejskim w Gliwicach. W październiku 2017 roku miała też miejsce premiera inscenizacji w Teatrze Współczesnym w Warszawie. W 2024 roku adaptację opowiadania wystawiono na Scenie Supernova w Krakowie.